# Khirbat al-Naqus
Khirbat al-Naqus (tiếng Ả Rập: خربة الناقوس khirbat al-nāqūs) là một ngôi làng Syria nằm ở Al-Ziyarah Nahiyah ở huyện Al-Suqaylabiyah, Hama. Theo Cục Thống kê Trung ương Syria (CBS), ngôi làng có dân số 1186 người trong cuộc điều tra dân số năm 2004.